# 摩天輪

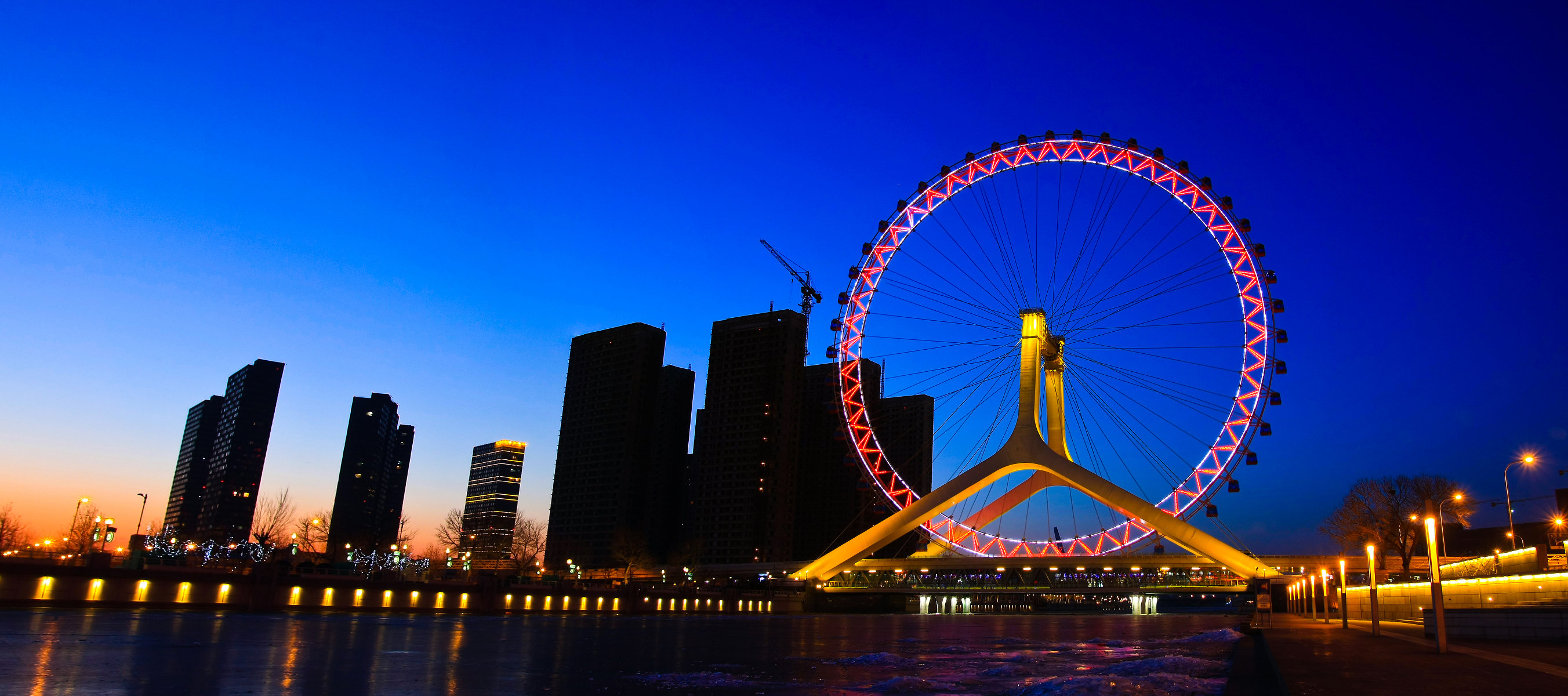
30轮天津之眼

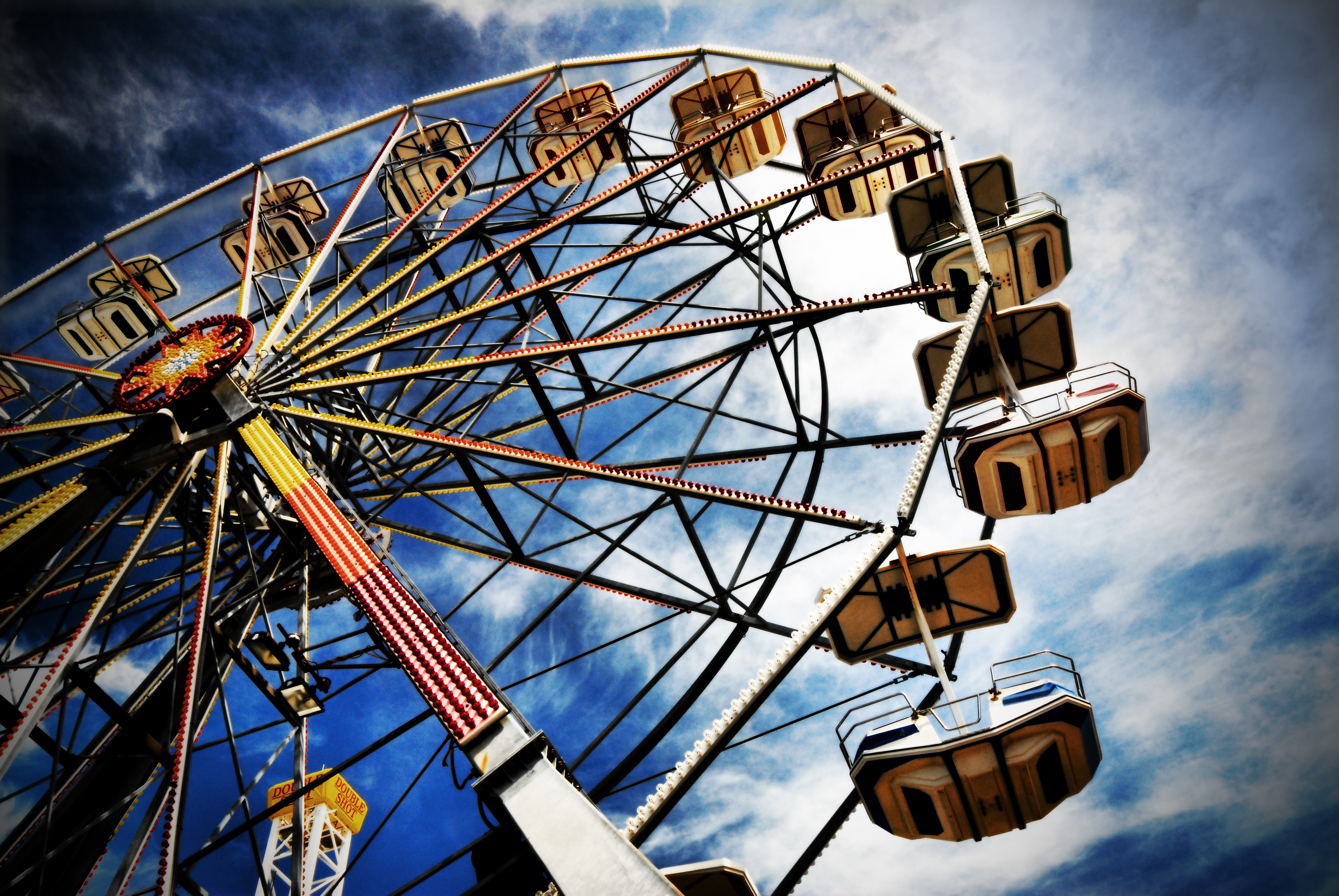
美国新泽西州的一座摩天輪

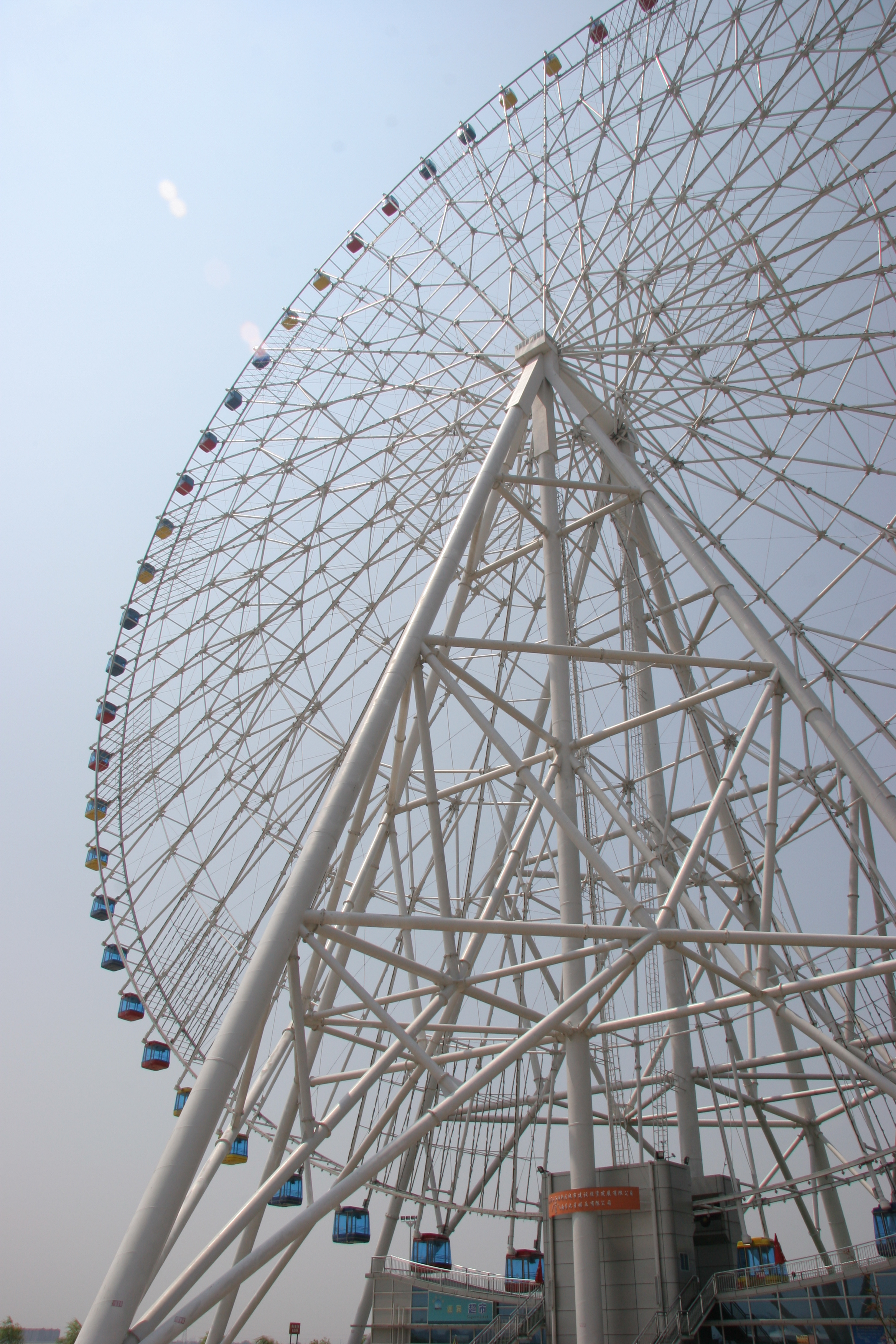
南昌之星

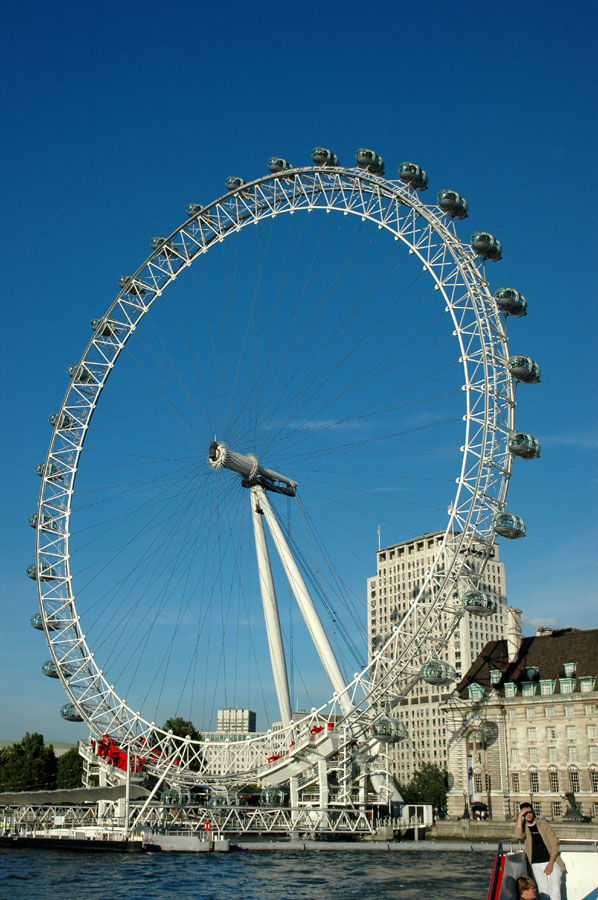
倫敦眼

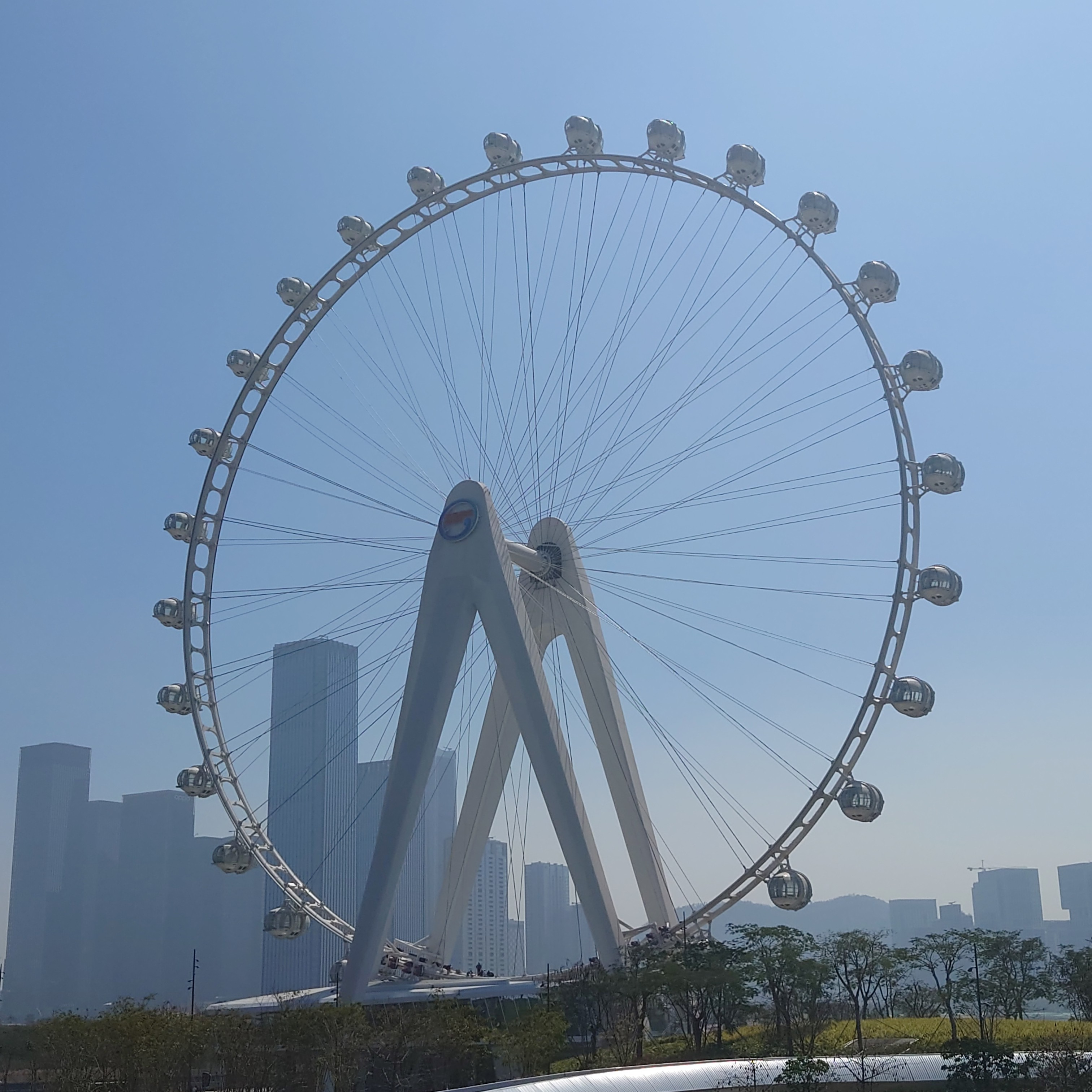
深圳前海湾“湾区之光”

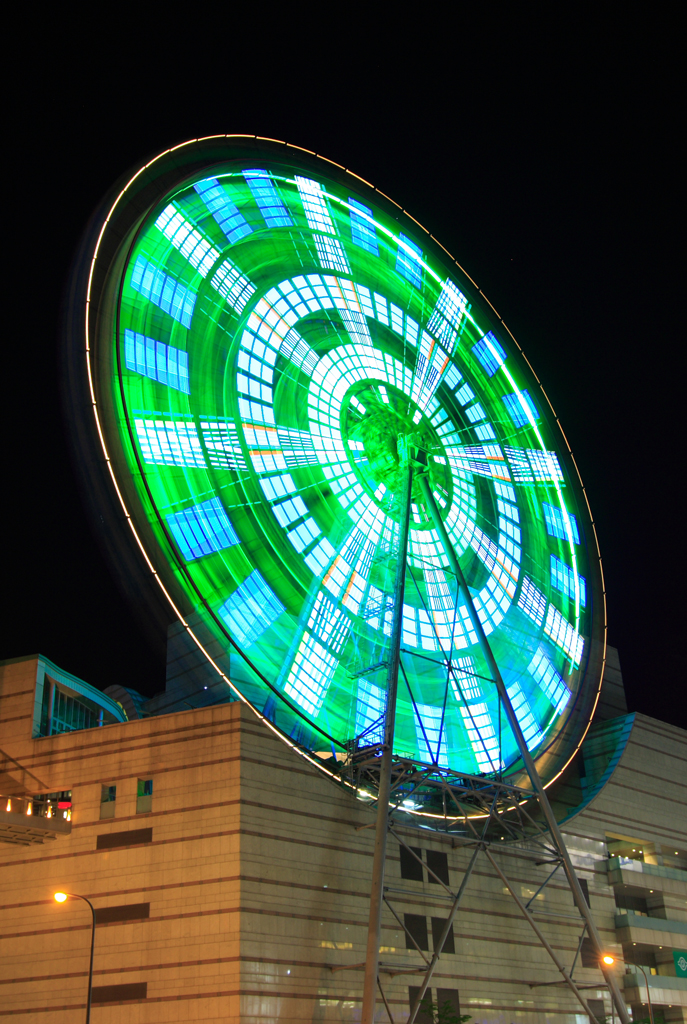
美麗華百樂園摩天輪

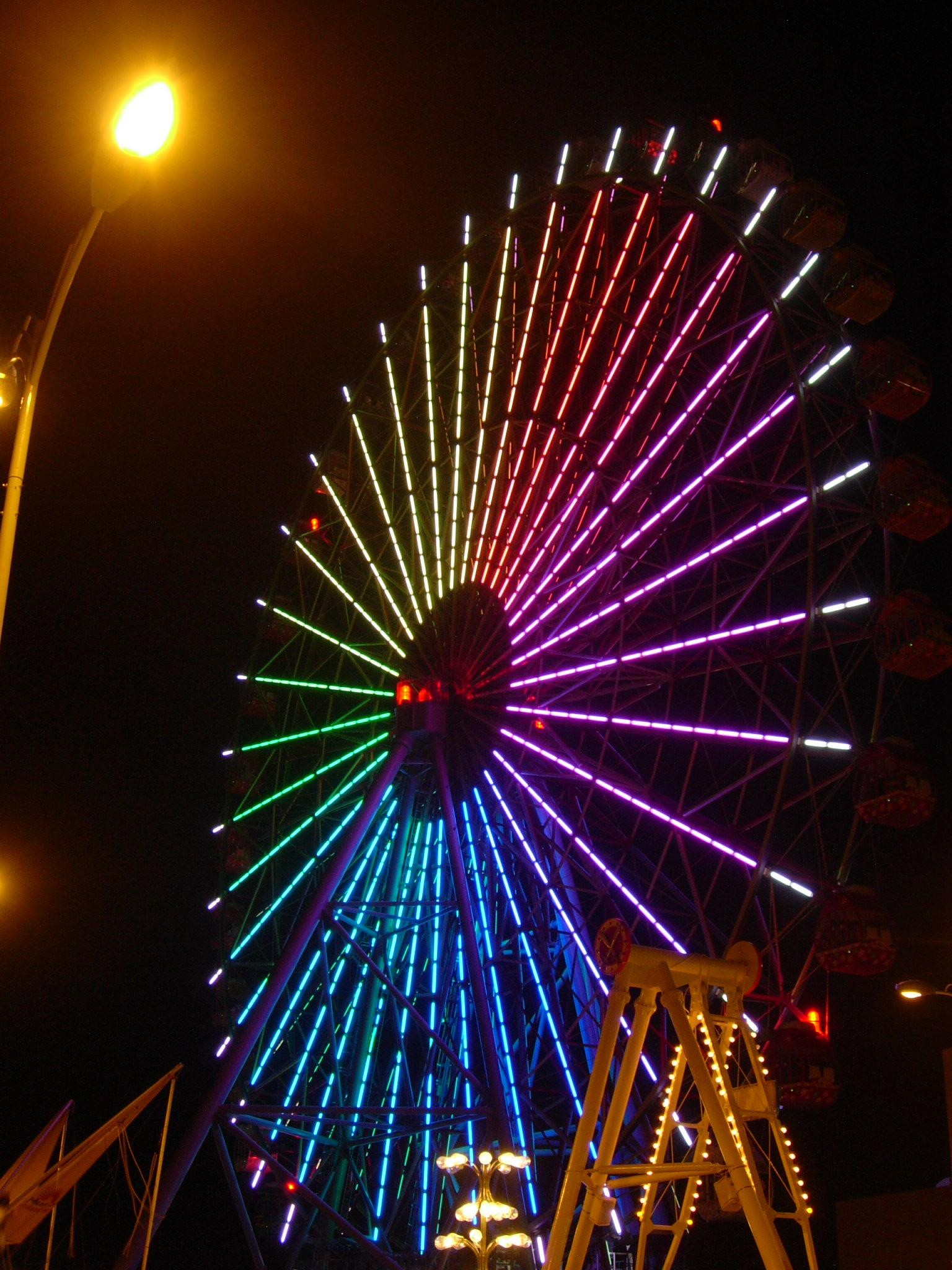
夢時代購物中心高雄之眼摩天輪

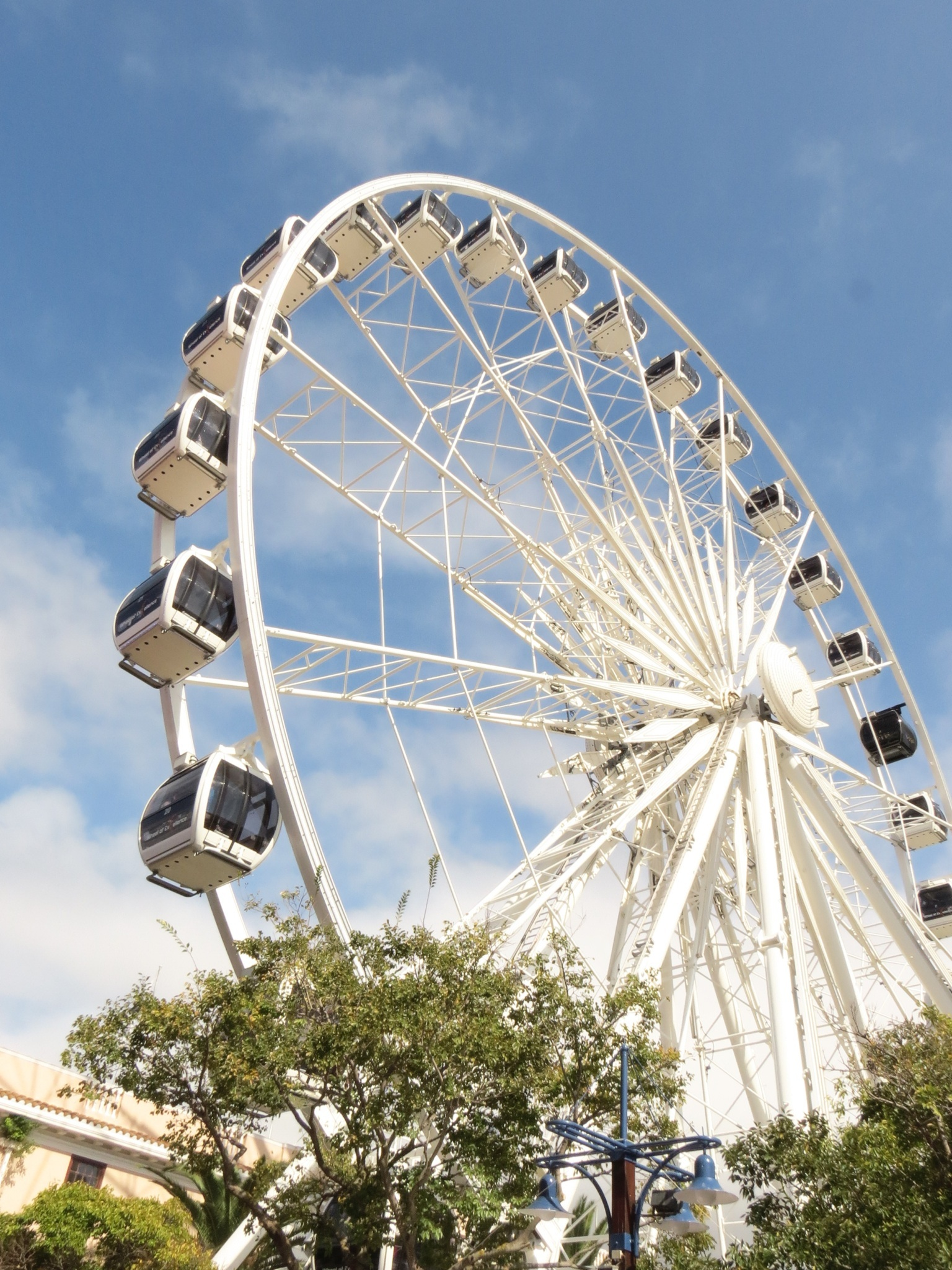
開普輪

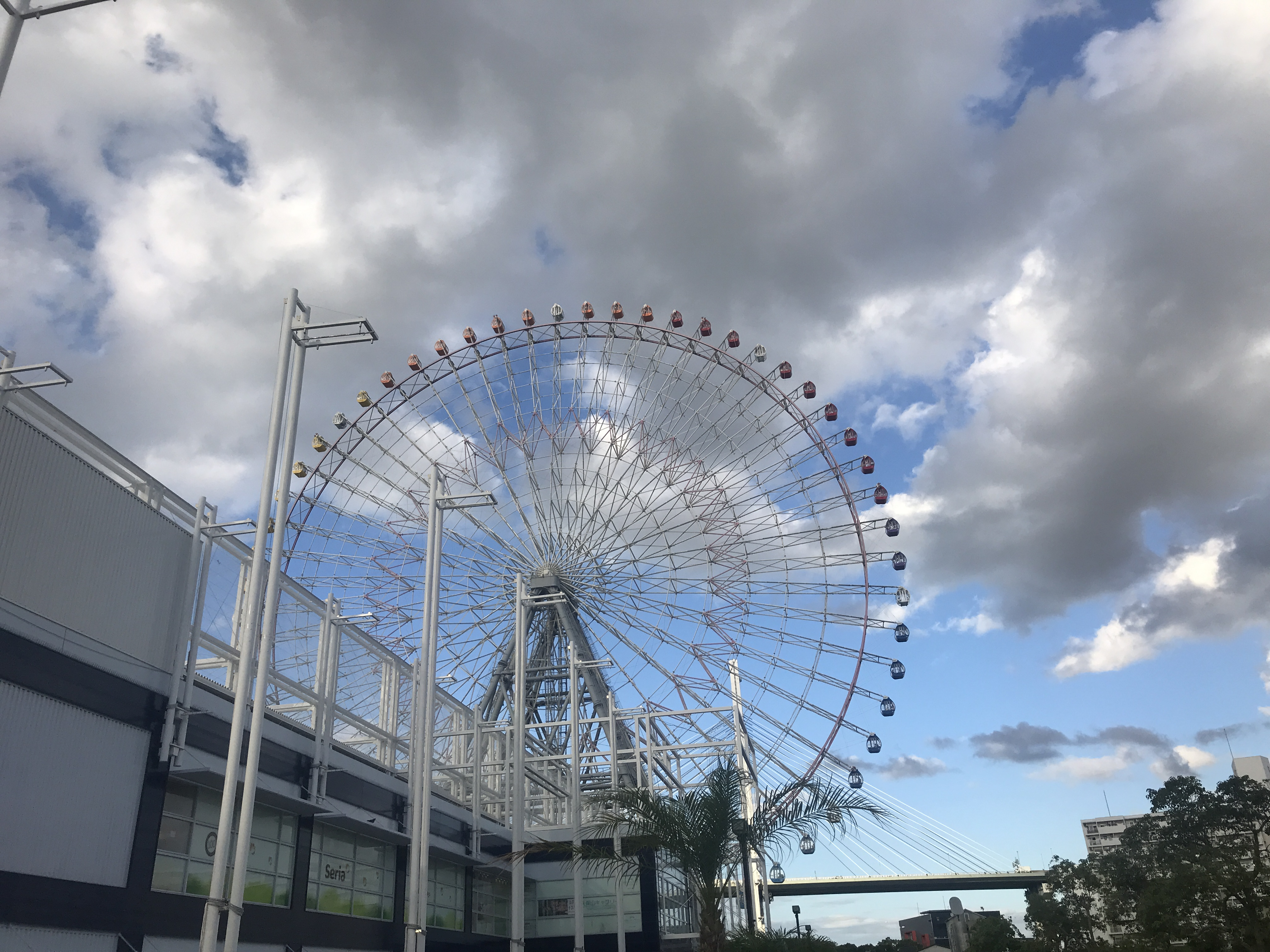
日本大阪市的大阪之轮

摩天輪，又称观览车，是一種大型轉輪狀的機械建築設施，上面掛在輪邊緣的是供乘客乘搭的乘客坐在摩天輪慢慢的往上轉，可以從高俯瞰四周景色。通常與雲霄飛車、旋轉木馬出現於遊樂園、主題公園與園遊會，也有單獨存在作為觀景台使用。

## 概述
摩天輪可分為重力式摩天輪（Ferris Wheel）和觀景摩天輪（Observation Wheel）兩種。重力式摩天輪的座艙是掛在輪上，以重力維持水平；而觀景摩天輪上的座艙則是懸在輪的外面，結構較複雜，隨著車廂繞轉的位置來同步調整其保持水平。
最早的摩天輪由美國人小喬治·華盛頓·蓋爾·費里斯在1893年為芝加哥哥倫布紀念博覽會設計，目的是與巴黎鐵塔媲美。此摩天輪高度約80.4米（264英尺），重2200噸，可乘坐2160人。正由於費里斯的成功，日後人們皆以「費里斯巨輪」（Ferris Wheel）來稱呼這種設施。
维也纳摩天轮是現存唯一建於19世纪的摩天轮，至今仍在营运。维也纳摩天轮于1897年为弗朗茨·约瑟夫一世的金禧庆典而兴建在奥地利维也纳利奥波德城普拉特游乐场，总高64.75米。1920年，巴黎摩天轮拆除后，维也纳摩天轮就成为世界最高的摩天轮。1944年在二战期间烧毁，次年重建後，仍為世界最高的摩天轮，直到1985年被日本筑波市超过85米高。
建於倫敦泰晤士河南畔蘭貝斯區的倫敦眼，高135公尺，1999年開幕時為世界最高的摩天輪，亦為世界上首座觀景摩天輪。位於南昌市，高160公尺的重力式摩天輪的南昌之星於2006年3月開業。新加坡摩天觀景輪為觀景摩天輪，總高165公尺（輪徑150公尺），於2008年3月開業的後成為世界最高的摩天輪。南昌之星為最高重力式摩天輪。

## 摩天輪排名
參見摩天輪列表

### 正在營運中的摩天輪
- 阿联酋杜拜，艾因杜拜（Dubai Eye）（總高210公尺，自2022年起停止对外开放，仅保留夜间灯饰演出）[4]
- 美国，拉斯維加斯豪客摩天輪（High Roller，總高167.6公尺）
- 新加坡，新加坡摩天觀景輪（Singapore Flyer，165公尺）
- 中国南昌市，贛江市民公園的南昌之星（160公尺）
- 中国潍坊市，渤海之眼（145公尺）
- 英国倫敦，倫敦眼（135公尺）
- 中国芜湖市，松鼠小镇园区内的松鼠大风车（133米）[5]
- 澳門路氹城，建在新濠影匯兩座酒店大樓之間的影滙之星（130公尺）
- 中国深圳市，湾区之光（高128公尺，轮径113.3公尺）
- 中国武威市，甘肃（武威）天马文化产业园暨——摩天轮主题公园的天马之眼（128公尺）
- 臺灣台中市，麗寶樂園天空之夢（126公尺）
- 日本大阪市，大阪之輪（REDHORSE Osaka Wheel）（123公尺）
- 中国宿迁市，骆马湖的宿迁欢乐岛摩天轮（122.5公尺）
- 中国天津市，建在海河永樂橋上的天津之眼（總高120公尺，輪徑110公尺）
- 中国苏州市，苏州摩天轮主题公园中的摩天轮（120公尺）
- 中国長沙市，贺龙体育文化中心摩天轮（總高120公尺，輪徑99公尺）
- 中国鄭州市，鄭州世紀歡樂園摩天輪（總高120公尺，輪徑88公尺）
- 日本千葉縣，葛西臨海公園鑽石與花大摩天輪（117公尺）
- 中国无锡，太湖之星（115公尺）
- 日本東京都台場，調色板城大摩天輪（パレットタウン大観覧車，115公尺）
- 臺灣 高雄市大樹區，義大遊樂世界摩天輪（總高115公尺，輪徑80公尺）
- 日本大阪市，天保山大觀覽車（112.5公尺，輪徑100公尺）
- 日本橫濱市橫濱港未來21，橫濱宇宙世界的宇宙時鐘21大摩天輪（コスモクロック21，總高112.5公尺，輪徑100公尺）
- 中国黑龍江省哈爾濱遊樂園中的摩天輪（110公尺）
- 中国上海錦江樂園中的摩天輪（108公尺）
- 中国桂林市，桂林融创国际旅游度假区（108米）
- 中国中山市，中山興中廣場上的幻彩摩天輪（108米）[6]
- 臺灣 高雄市前鎮區，夢時代購物中心高雄之眼又名「OPEN!家族摩天輪」（總高102.5公尺，輪徑50公尺）
- 臺灣 台北市中山區，美麗華百樂園摩天輪（總高100公尺，輪徑70公尺）
- 臺灣 雲林縣古坑鄉，劍湖山世界摩天輪（輪徑88公尺）
- 中国 汕頭市，星城灣歡樂世界摩天輪（總高88公尺）
- 南非開普敦，開普輪（Cape Wheel，60公尺）
- 香港中環，香港摩天輪（60公尺）
- 臺灣 高雄市前鎮區，大魯閣草衙道中的摩天輪
- 臺灣 台中市梧棲區，MITSUI OUTLET PARK 台中港中的摩天輪
- 臺灣 花蓮縣壽豐鄉，花蓮遠雄海洋公園摩天輪（輪徑31公尺）
- 中国广东省茂名市，茂名市小东江摩天輪（68公尺）

### 規劃與興建中的摩天輪
- 美国紐約史泰登島摩天輪（190.5公尺）
- 俄羅斯莫斯科，麻雀山（170公尺）
- 美国拉斯維加斯（150公尺）
- 中国常州市，时来运转摩天轮（高84公尺，轮径89公尺）
- 中国南京市，华侨城欢乐滨江摩天轮（高139公尺）

## 外部連結
- （英文）新加坡摩天觀景輪 （页面存档备份，存于）
- （英文）倫敦眼 （页面存档备份，存于）
- http://m.discoverhongkong.com/tc/see-do/highlight-attractions/harbour-view/hong-kong-observation-wheel.jsp （页面存档备份，存于）